# Óperzsa hadszervezet
Az óperzsa hadszervezet az Óperzsa Birodalom vagy más néven Akhaimenida Birodalom hadseregének szervezete volt. A birodalom az i. e. 6. és i. e. 4. században állt fenn Ázsia, Európa és Afrika területén. Az óperzsa hadszervezet gyökerei a Méd Birodalomig nyúlnak vissza és valószínűleg az elámi, asszír és közép-ázsiai harcmodor is hatással volt rá. Az ókori Perzsia leghíresebb katonai csapata az ún. halhatatlanok elit gyalogsága volt, a perzsa hadsereg legjobban kiképzett és sokáig félelmetes hírnévnek örvendő hadteste.
Az óperzsa hadszervezetről részletes leírásokat Hérodotosz és Xenophón görög történetírók adtak. A perzsáknál is jellemző volt, hogy a csatákról feljegyzéseket készítettek, amelyekben részletezték a harc menetét és veszteségeket is.
A korabeli források az Óperzsa Birodalom fegyveres erejét illetően gyakran eltúlzottak, mivel Hérodotosz is többmilliós tömegről ír I. Khsajársá i. e. 480-ban vezetett görögországi hadjárata kapcsán. Lehetséges, hogy a birodalom teljes hadereje soha nem haladta meg a 70 ezer főt.

## A korai korszak
A közel-keleti régió kora ókori fegyveres erőiről írott forrás kevés van, leginkább régészeti feltárások segítenek képet alkotni az akkori hadszervezetről, bár a történelmi források említést tesznek néha az elámiták és sumérok által vívott harcokról. A birodalomalapítás előtt a perzsák nomád törzsei már korábban is voltak egy-egy akkori államalakulatnak segédcsapatai avagy zsoldosai a háborúkban.
A perzsák, akárcsak a médek nomád népként főleg lovas harcosok voltak, s ők terjesztették el a lovas harcmodort a Közel-Keleten. Később hatékonyságukat tovább fokozta a harciszekerek alkalmazása.
A Méd Birodalom az i. e. 7. században jött létre, amely erős lovashadsereggel bírt, vasfegyverekkel (ám páncélzat nélkül) felszerelve. A médek voltak az elsők, akik külön csapatra osztották a lovasságot és külön csapatra gyalogságot. Ebben a seregben a perzsáknak fontos szerepük volt már ekkoriban is, de leginkább csak a médek segéderői voltak.
A médek tovább tagolták seregük szervezetét, a gyalogságon belül pl. elkülönítették a szálfegyvereseket az íjász és parittyás egységektől. Ez a reform Hérodotosz szerint nagyban hozzájárult ahhoz, hogy a médek le tudták győzni az Asszír Birodalmat. A méd hadsereg viselete, mely a perzsa seregben is tovább öröklődött, ingből, nadrágból, bőrkötényből, fegyverhordó bőrövből és koronaszerű szövetcsúccsal bíró bőrsisakból állt. Lényegét tekintve tehát a méd és perzsa sereg könnyűfegyverzetű volt.

## A Perzsa Birodalom haderejének fejlődése
A Méd Birodalmat II. Kurus döntötte meg, pontosabban a birodalomban a vezető helyet a perzsák vették át, addig a médeknek másodlagos, de továbbra is fontos szerep jutott mind az állam vezetésében, mind pedig a hadseregben.
Kurus újabb reformokat vezetett be a hadseregben, bár az új birodalom először nem állandó katonaságot tartott fenn. A hadsereg tagjait szabad földművesekből toborozták, s elsősorban olyanokat köteleztek katonai szolgálatra, akik vagyoni helyzetüknél fogva fel is tudták fegyverezni magukat. A társadalom más, katonáskodásra nem kötelezett része az adót fizette.
A haderő kiállítása eleinte a nomád gyakorlat szerint történt: a háború kezdetén harcba hívták a törzsfőket és a különböző vezetőket, akik kiállították területükön a harcosokat. Amikor a birodalom leigázta Babilont, Elámot és Lüdiát, a megnövekedett területek feletti uralom megtartásához elengedhetetlen volt egy állandó hadsereg. A birodalom biztonságára felügyelő állandó hadsereget óperzsa nyelven szpada-nak vagy sztapa-nak nevezték. Ez a háborúk idején kiegészült a kormányzóságokból (szatrapiákból) toborzott segédcsapatokkal. Azoktól az alattvalóktól, akiknek adóját a perzsa király csökkentette, ezen előnyért cserébe minél több harcos kiállítását várták el. Ebben pedig a médek jártak az élen, akik a perzsák után a legnagyobb számban képviseltették magukat a birodalmi haderőben.

### Tagozódás
A perzsa hadsereg egységeit tízes rendszer szerint osztották fel, amely már az asszír seregnél is jellemző volt:
- 10 ember alkotott egy szakaszt
- 10 szakaszból állt egy csapat
- 10 csapat alkotott egy hadtestet
- 10 hadtestből állt egy seregrész (hadosztály).

Az egységeknek saját parancsnokaik voltak, a karaná-k, míg a sereg felett a király vagy pedig egy perzsa avagy méd főember (mint szpadabati, azaz seregvezér) állt, akit a király nevezett ki.
A gyalogság, amely főként íjászokból és parittyásokból tevődött össze, nem bírt akkora szereppel, mint a lovasság. A lovasság két részre oszlott: az egyik a lovat használó harcosokra, a másik a tevéken ülő harcosokra. A perzsa sereg rendelkezett harci szekerekkel, de alkalmazásuk nem volt minden háborúban egyforma, amely sok mindentől (így az uralkodó elhatározásától is) függött. Nagy Sándor hódító háborúja idején is a perzsák csak a gaugamelai csatában vetették csak be a harci szekereiket. Sokkal jellemzőbb volt, hogy a parancsnokok és a zászlóvivők vitették magukat harciszekereken.

### A halhatatlanok
A Perzsa Birodalom elit gárdája, mely uralkodó testőrsége is volt egyúttal, szívós, eltökélt, bátor és hűséges perzsa és méd harcosokat tömörített. Az egységet Kurus hozta létre, eleinte alacsony származású, de tehetséges ifjakból, akik között a perzsákon és médeken kívül elámi nemzetiségűek is akadtak. Később már a perzsa és méd nemesség tagjaiból kerültek ki ezek a harcosok, mivel az egységhez tartozás politikai előnyt is jelentett, tekintettel arra, hogy a halhatatlanok parancsnoka, a hazarapatia a király után a második legnagyobb embernek számított a birodalomban.
Hasonlóan más harcosokhoz, ők is könnyű fegyverekkel voltak felszerelve. Viseletük elámi hatást tükrözött, mint a nyolcszögletű pajzs, de a perzsa íjak is éppúgy az elámiaktól származtak. Néhányuk használt bronzpajzsot, de legtöbbjüknek bőr- vagy fonott nádpajzsa volt. Páncélzatuk vékony, pikkelyes mellvért volt mindössze, amit az egyiptomiaktól vettek át. A fejükön nemezsapkát hordtak. Rendelkeztek továbbá rövidke karddal, lándzsával és íjjal is. Mindezek hátránya a thermopülai csatában, a görög hopliták ellen vívott harcban mutatkozott meg, mivel a szűk hágó között nem tudták a halhatatlanok érvényesíteni se a nagy számukat, sem pedig mozgékonyságukat, a talpig páncélozott és hosszabb lándzsákkal, valamint fémpajzsokkal küzdő görögökkel szemben, sőt harciasságuk kevésnek bizonyult.
Az elit katonák gyakran viseltek aranysisakot.
A halhatatlanok mellett volt egy másik személyi testőrgárdája a perzsa királyoknak, a meloforák, egy ezerfős lándzsás hadtest, amely mindig a királyi palotában tartózkodott. Nagy Sándor állítólag annyira megkedvelte őket, hogy a gaugamelai csatát követően befogadta a meloforákat saját seregébe.

### Kiképzés
Az állandó, kiképzett hadsereg toborzása és felkészítése nagyon hosszadalmas volt, mialatt az újoncokat rendszeresen állították ki. A szpada vagy sztapa harcosait már 15 éves koruktól fogva képezték. Ennek az állandó hadseregnek sok esetben katonáskodó perzsa és méd nemesek illetve kisnemesek voltak a tagjai. Az újoncokat ötven különböző csoportba osztották és nevelőket rendeltek föléjük. A kiképzés magában foglalta a lovaglás és a lóval való bánásmód gyakorlatát, vadászatot, futást, úszást, gerelyhajítást, kardforgatás, harci típusok elsajátítását, íjászatot, s a fegyelemhez való szoktatás. Külön oktatták még az ellenség üldözésének a módszerét is. A fegyelmezés erőltetett meneteltetésekkel, hosszú őrszolgálattal, rendszeres gyakorlatozással és túlélési technikák elsajátításával történt. Fejlesztették továbbá a katonák mezőgazdasági ismeretét is (földművelés, szarvasmarha-tenyésztés), hogy maguk is hozzá tudjanak járulni a hadtáp biztosításához, ugyanakkor a nemeseknek adminisztrációs ismereteket is el kellett sajátítaniuk.
A sztapa katonái ötéves képzést követően 20 esztendős korukban álltak szolgálatba, s 50 évesen leszerelhettek. Békeidőben egy részük otthon tartózkodhatott, de háború esetén mindegyiküknek kötelezően fegyvert kellett fognia. Bár nagyon fegyelmezettnek, hűségesnek és szívósnak számítottak, könnyű fegyverzetük miatt később alulmaradtak a jobban felszerelt görögökkel szemben, bár készségüket és erejüket még így sem lehetett alábecsülni, hisz a harcokban gyakran puszta kézzel törték el a görögök lándzsáit.
A szpada bátorságát mutatja, hogy még a tisztek is együtt harcoltak a többi katonával a csatákban, s nem bújtak ki azok alól rangjukra hivatkozva.
A birodalomban csak a nagyobb, központi jellegű városoknak volt helyőrsége, amely a szpada erőiből került ki. Mellettük szolgált egy irreguláris haderő is a helyőrségekben, a takabara, amely hosszú lándzsákkal és nagy pajzsokkal rendelkezett. A csatákban többnyire ők alkották az elővédet.
A hágókat is katonaság őrizte, ahol nemcsak az ellenséggel szembeni védekezés folyt, de megvámolták az arra haladó kereskedőket is.
A perzsáknak igen gyors és hatékony volt a hírközlő rendszerük, amely az igen gyorsan mozgó lovasokra támaszkodott. A futárok időközönként gyakran cserélték a lovaikat pihentebb jószágokra, hogy minél hamarabb célba érjenek. Jeleket továbbítottak még magaslati pontokról vagy őrtornyokból tűz vagy tükrök nyújtotta fényjelzésekkel is.

### Harcászat és taktika
A perzsa hadvezérek minden csata előtt haditanácsot ültek és elkészítették a haditervet. A csaták menetét magaslati pontokon állva figyelték. A hagyományos perzsa hadrendben a gyalogság állt középen, a lovasság pedig a szárnyakon. A gyalogság főleg íjászokból állt, őket támogatták a köveket vagy ólomgolyókat hajító parittyások. A halhatatlanokon kívül csekély volt a szálfegyveresek aránya, akiknek többnyire páncélzat nélkül, egy 5 láb hosszú fapajzzsal és egy rövidebb lándzsával kellett, hogy küzdjenek.
A gyalogság feladata csupán annyi volt, hogy minél több nyilat lőjön ki az ellenségre. A meggyengült és összezavart ellenfelet azután a lovasság heves támadásával rohanta le. A lovasoknak mindig két dárdájuk volt: az egyiket az ellenség soraiba hajították, a másikat kézitusában használták. A lovasságot arra is kiképezték, hogy minden fegyvert (kardot, lándzsát, nyilat) egyformán tökéletesen használjanak, így előre és hátra is tudtak nyilazni, tegezükben pedig akár 120 db nyíl is lehetett.
A lovasság rendkívül gyorsan mozgó alakulat volt. A nomád törzsek lovasait lehetett a leghamarabb hadrendbe állítani.
A perzsák éjszaka általában sose meneteltek, mindig csak nappal. Mozgásukat jelentősen lassította a nagy mennyiségű málha, amelyek között a sereg tisztjeinek (akik többnyire előkelők voltak) vagy magának a királynak a számtalan luxustárgya és seregnyi szolgálója is ott volt.
Az íjászaikat, így a leigázott területekről toborzott segédcsapatok gyalogságát is szkíta íjászok képezték ki, akik esetenként még zsoldosként is harcoltak a háborúkban. Azonban a perzsa íjak, a szkítákkal ellentétben jóval egyszerűbbek és rugalmasabbak voltak, így messzebbre vittek, a nyilak hegye pedig bronzból volt, míg maximális lőtávolsága körülbelül 120 méter lehetett.
A folyami átkeléseknél a sereg tutajokat vagy csónakokból, esetleg tömlőkből szerkesztett pontonhidakat használt. A foglyokkal, különösen az előkelőkkel nagy tisztelettel bántak és mindig nagyra értékelték a személyes bátorságot, még ha ellenségről is volt szó. A legbátrabb perzsa harcosok családját komoly megbecsülés övezte.
A maratoni csatában a hagyományos perzsa harcmodor gyengesége (amely csak az ázsiai haderők ellen működött hatékonyan) rögvest kiütközött, mert a lovasság a rossz terepen nem tudott jól támadni, amelyhez hozzájárult, hogy akkoriban nem ismerték a kengyelt és nyerget, így a lovasok helyzete az állat hátán még instabilabb volt a terepviszonyok hatására. A gyalogság nyílzápora ugyanakkor nem ártott sokat a páncélos, pajzsos görög gyalogosoknak, míg a perzsákat könnyű felszerelésük nem védte a görögök erős lándzsáitól. Thermopülánál szintén nem tudták a perzsák érvényre juttatni sem a túlerejüket, sem a heves rohamozásra alapozó taktikájukat a sziklás terepen, egyedül csak árulás segítette őket hozzá a győzelemhez. A plataiai ütközetben is részben azért győztek a görögök, mert a perzsák kisebb és vékonyabb fapajzsai nem nyújtottak nekik kellő védelmet.
A perzsa harcmodor kudarca tehát abban keresendő, hogy a taktika csekély hangsúlyt helyezett a közelharcra, mindinkább a gyors és átütő lovasrohamra, amelyre a görög terep nem volt megfelelő. A kudarc másik oka a könnyű fegyverzet, amely a gyorsaságot ugyan segítette, de a szűk csatatereken, a nehézfegyverzetű ellenséggel vívott közelharcban nem nyújtott védelmet. A perzsa sereg gyenge felszereltségének az oka többek között, hogy a birodalomban akkortájt igen drága volt a fém.

### Flotta
Perzsia a tengermelléki területek meghódítását követően épített ki flottát, méghozzá úgy, hogy a meghódított népeket kötelezték flottaszolgálatra. A perzsa flotta voltaképpen nagyrészt főníciai hajókból állt, utána a legtöbb hajót az arámok adták Szíriából, de éppúgy jelentős számú hajóhadat adott a meghódított Egyiptom, valamint Ciprus, Kilikia, Pamfília, Kária és a leigázott kis-ázsiai görög városállamok is, de kutatások alapján az Egyiptomnál levő hajókon núbiai tengerészek is szolgáltak. Legfőbb szakértelme a hajózáshoz a föníciaiaknak (azon belül is a szidonitáknak) volt, ezért számítottak ők az első számú tengerészeknek a perzsa flottában.
Mivel tisztában volt a perzsák azzal, hogy ők csak idegen urai ezen népeknek, ezért minden hajóra rendeltek perzsa, méd, sőt szkíta katonákat is, akik biztosították így biztosították a hajósok hűségét. A perzsák flottáját alkotó főníciai, egyiptomi, arámi, kis-ázsiai és ciprusi hajók görögök ügyes taktikájának köszönhetően egyetlen helyre torlódtak össze a szalamiszi tengeri csatában, ami lehetővé tette, hogy a görögök szárazföldi harcmodort alkalmazva átlépjenek az ellenség fedélzetére és kézitusában végezzenek velük.

### Segédcsapatok és zsoldosok
Miután a perzsák már több országot is leigáztak, hadseregükben nemcsak a médeket és más iráni törzseket alkalmaztak harcosként, de katonai szolgálatra kötelezték az alávetett népek fiait is. A lovasságukba igen sok szkítát is zsoldba fogadtak. Elsősorban a gyalogság számát növelték azok a segédcsapatok, amelyeket Mezopotámiából, Anatóliából, Egyiptomból és Kánaánból toboroztak, míg a szogdok és baktriaiak lovasai és tevései azonban a fő, csapásmérő erőt jelentő lovasságban, tehát elit erőkként szolgáltak. Történészek szerint, az segédcsapatok egyiptomi, kánaáni, szkíta, kis-ázsiai, görög és közép-ázsiai tagjai még a távoli India ellen viselt perzsa hadjáratokban is gyakorta részt vehettek.
A gyalogos segédcsapatok voltak a legrosszabbul felszerelkezve a perzsa birodalmi haderőben, zömük ugyanis csak nyilat használt, s kard vagy lándzsa híján, megfelelő képesítés nélkül nem voltak alkalmas a kézitusára. Bár a gyalogság védelmére kialakítottak egy szparabara nevű egységet, amely szintén íjászokból állt, de ezeknek a harcosoknak volt még egy nagy téglalap alakú pajzsa is, amivel egyfajta falat alkotva védték a mögöttük álló sorokat. A kevés szálfegyver birtokában és a gyengébb képzettség mellett ez a formáció is gyenge maradt, így a perzsák soknemzetiségű gyalogsága a Maratonnál ellentámadásba lendülő görög hopliták rohama elől szinte fejvesztve menekült el a harcmezőről.
Minthogy a perzsa hadászat még a görögöktől elszenvedett vereségek hatására sem fejlődött, sőt végig ugyanaz a fegyverzet és harcmodor jellemezte, ezért rövidesen korszerűtlenné is vált, s a birodalom is megindult a hanyatlás útján. Az elitgárda, a halhatatlanok is elzüllöttek, köszönhetően annak, hogy a nemesekből kikerülő harcosaik rangjukra hivatkozva megtagadták a kiképzést. Ifjabb Kurus perzsa herceg, aki polgárháborút vívott nagybátyjával, II. Artakhsaszjá királlyal, görög zsoldosokat fogadott fel seregébe, az ún. Tízezreket.
Ezt követően a perzsák hadseregük gyengeségének kiküszöbölésére egyre inkább görög hoplitákat kezdtek alkalmazni (esetleg a perzsa harcosok a görög harcosoktól megszerzett páncéllal és sisakkal látták el magukat). A kormányzók, azaz a szatrappák gyakran teljesen önhatalmúlag fogadtak fel görög zsoldosokat, akiket hatalmuk fenntartásához használtak fel (a birodalom fennállásának utolsó szakaszában a kormányzóságok már csak lazán kötődtek a központi hatalomhoz). A görög zsoldosok ettől kezdve a birodalom állandó hadseregét jelentő szpada szerves részét alkották és szerepük még a perzsákhoz képest is megnőtt, olyannyira, hogy a görög zsoldosvezérek némelyike még a perzsa arisztokráciába is bekerült már Nagy Sándor hódítása előtt! Mindez azonban nem mentette meg a birodalmat attól, hogy Nagy Sándor el ne söpörje, lévén a gyengeségek nemcsak a hadszervezet fejletlenségéből adódtak.